# In dubio contra fiscum
In dubio contra fiscum är en juridisk princip som säger att vid oklarhet om skattereglers tillämplighet ska avgörandet falla till skattebetalarens fördel. Principen har ingen lagstadgad grund i Sverige och det råder oklarhet om den existerar i bemärkelsen att den beaktas vid prövning.